# Децим Юній Брут (консул 77 року до н.е.)
Децим Юній Брут (130 — 63 рр. до н. е.) — політичний та військовий діяч пізньої Римської республіки, консул 77 року до н. е.

## Життєпис
Походив з роду нобілів Юніїв. Син Децима Юнія Брута Калаїка, консула 138 року до н. е., та Клавдії. Вивчав грецьку та латинську літературу.
У 100 році до н. е. взяв участь у придушенні руху Луція Аппулея Сатурніна. У 92 році до н. е. його обрано претором. У 90-х роках до н. е. часто виступав у судових процесах. Під час громадянською війни між Луцієм Суллою та Гаєм Марієм у 80-х роках до н. е. Децим Брут був на боці сулланців. У 77 році до н. е. Брута обрано консулом разом з Мамерком Емілієм Лепідом Лівіаном. Під час його каденції спалахнув заколот Марка Емілія Лепіда, який незабаром був придушений. На цій посаді сприяв зміцненню сулланського режиму.
У 74 році до н. е. виступив поручителем будівельного підрядчика Публія Юнія, але був вимушений закласти свої землі внаслідок несправедливого рішення міського претора Корнелія Верреса. Брав опосередковану участь у змові Луція Сергія Катіліни.

## Родина
1. Дружина — Постумія.
Діти:
- Децим Юній Брут Альбін, претор 48 року до н. е.

2. Дружина — Семпронія.
Діти:
- імена невідомі.